# Ain Lahsan
Ain Lahsan (en àrab عين الحصن, ʿAyn al-Ḥaṣan; en amazic ⵄⵉⵏ ⵍⵃⵙⵏ) és una comuna rural de la província de Tetuan, a la regió de Tànger-Tetuan-Al Hoceima, al Marroc. Segons el cens de 2014 tenia una població total de 6.742 persones.